# Vojeslav Mole
Vojeslav Molè (poljska oblika imena Wojsław), slovenski umetnostni zgodovinar, arheolog, konservator, profesor in pesnik, * 14. december 1886, Kanal, † 5. december 1973, Eugene, Oregon, ZDA.
Mole je umetnostno zgodovino in arheologijo študiral od 1906 na Dunaju, v Krakovu in Rimu, ter 1912 doktoriral na Dunaju. Do začetka prve svetovne vojne je delal pri Deželnem konservatorskem uradu za Dalmacijo v Splitu. Leta 1914 je bil kot rezervni častnik mobiliziran, na vzhodni fronti ujet in poslan v ujetništvo v Sibirijo. Tam se je med drugim habilitiral na univerzi v Tomsku.
Po vrnitvi iz ujetništva je postal leta 1920 docent, ter 1924 izredni profesor za klasično arheologijo in bizantinsko umetnost na Filozofski fakulteti Univerze v Ljubljani. Leta 1926 se je preselil na Poljsko, kjer je prevzel stolico za zgodovino umetnosti slovanskih narodov na Jagelonski univerzi v Krakovu. Po začetku druge svetovne vojne, leta 1939, se je z družino umaknil v Ljubljano, kjer je v letih od 1940 do 1945 vodil stolico za bizantologijo. Predaval je tudi na oddelku za zgodovino. Leta 1946 se je vrnil v Krakov, kjer je prevzel nekdanje delo in postal 1947 redni član Poljske akademije znanosti (umetnosti) v Krakovu, ter 1961 dopisni član SAZU. Leta 1961 ga je Zveza poljskih umetnostnozgodovinskih društev proglasila za častnega člana. Leta 1966 se je preselil k svoji hčeri v ZDA.
Neoklasicizem in artizem sta rodila pesniške začetke Vojeslava Moleta. Toplejše so njegove pesmi, ki so nastale v ruskem ujetništvu. Mole pa je tudi upoštevan umetnostni zgodovinar. S kritičnim in esejističnim delom je povezoval Poljake in Slovence. Umetnost je pojmoval kot eno temeljnih funkcij kulture, umetnika pa kot odločujočega v kulturnem razvoju. Poljake je seznanjal z dosežki slovenske literature, Slovence pa s poljskimi umetniškimi deli. Svoje življenje je popisal v »avtobiografiji humanista« Iz knjige spominov (1970). Mole je sodeloval tudi pri enem največjih slovarskih del na Poljskem, Slovarju slovanskih starožitnosti, kjer je bil urednik in pisec člankov o najstarejši umetnosti pri Slovanih. 
Vojeslav Mole je bil poročen s Poljakinjo Elo Mole. Njegov sin Marijan Mole je bil priznan strokovnjak za zgodovino Irana.

### V slovenščini
- Ko so cvele rože (zbirka pesmi 1910)
- Tristia ex Siberia (zbirka pesmi 1920)
- Umetnost situle iz vača = L'art de la situle de vač, Beograd 1925.
- Umetnost (1941)
- Ruska umetnost do leta 1914 (v poljščini 1955, Slovenska matica. Ljubljana 1957)
- Umetnost južnih Slovanov (v poljščini 1962, v slovenščini 1965)
- Iz knjige spominov , Ljubljana: Slovenska matica. (v poljščini 1988, v slovenščini 1970)

### V poljščini
- Podstawy sztuki bizantyńskiej, "Przegląd Współczesny" 4 (1925), z.44, s.345-358.
- Drugi Międzynarodowy Kongres Studiów Bizantynologicznych, "Przegląd Współczesny" 6 (1927), z.63, s.134-137.
- Geneza stylu monumentalnego w malarstwie bizantyńskim, "Sprawozdania PAU" 32 (1927), z.8, s.9-10.
- (przedmowa) Ivan Cankar, Nowele, z przedm. Vojeslava Mole, przeł. Ela Mole, Warszawa: Dom Książki Polskiej 1931.
- Historia sztuki starochrześcijańskiej i wczesnobizantyńskiej. Wstęp do historii sztuki bizantyńskiej u Słowian, Lwów 1931.
- Kilka uwag o malowidłach ściennych w Wiślicy, "Ochrona Zabytków Sztuki" (1930-1931), z.1-4, s.98-101.
- Wczesnośredniowieczna sztuka prowincjonalna na Bałkanach, "Sprawozdania PAU" 36 (1931), z.9, s.25-26.
- Sztuka a społeczeństwo : uwagi historyka sztuki, Warszawa: Wydawnictwo Instytutu Propagandy Sztuki 1937.
- Z zagadnień iluminatorstwa bizantyńskiego i ormiańskiego (Na marginesie prac p. Sirarpie Der Nersessian, "Dawna Sztuka" 2 (1939), z.2, s.85-110.
- Sztuka starochrześcijańska, Warszawa: Spółdzielnia Wydawniczo-Oświatowa "Czytelnik" 1948.
- Wielka sztuka małych mistrzów, Warszawa 1949.
- Chrestomatia słowiańska, Cz.1: Teksty południowo-słowiańskie (ze słowniczkami), pod red. Tadeusza Lehra-Spławińskiego, oprac. Vilim Francić, Wojsław Molè, Franciszek Sławski, Kraków: Studium Słowiańskie Uniwersytetu Jagiellońskiego 1949.
- Stanowisko Bałkanów w dziejach sztuki, "Sprawozdania PAU" 50 (1949), z.5, s.209-212.
- Wielka sztuka małych mistrzów, Warszawa 1949.
- Starożytność grecko-rzymska w drugiej połowie I tysiąclecia n.e. na Półwyspie Bałkańskim, "Sprawozdania PAU" 52 (1951), z.10, s.848-851.
- Problem renesansu na Półwyspie Bałkańskim i w Europie Wschodniej, "Biuletyn Historii Sztuki" 14 (1952), z.4, s.133-151.
- "Bizantinoslavica", "Pamiętnik Słowiański" 4 (1954), s.392-400.
- W pięćsetną rocznicę upadku Konstantynopola w r. 1453, "Pamiętnik Słowiański" 4 (1954), s.361-385.
- Sztuka rosyjska do roku 1914, Wrocław-Kraków: Zakł. Nar. im. Ossolińskich 1955.
- Naukowy dorobek historii sztuki w okresie X-lecia Polski Ludowej w dziedzinie historii sztuki powszechnej, Warszawa: Państ. Inst. Sztuki 1955.
- Podstawy i tendencje romantyzmu w sztukach plastycznych, Warszawa: Polska Akademia Nauk. Sekcja Historii Sztuki 1955.
- Ikona ruska, Warszawa 1956.
- Tycjan, Warszawa: Arkady 1958.
- (wstęp) Ivan Cankar, Kasztan osobliwego gatunku.Wybór utworów, z słoweń. przeł. Ela Molè, wybór przygot. Bronisław Cirlić, wstęp Vojeslav Molè, Warszawa: "Czytelnik" 1959.
- Słowiańszczyzna Południowa a Bizancjum i Zachód w świetle historii sztuki, "Sprawozdania Prac Naukowych Wydziału Nauk społecznych PAN" 2 (1959), z.3-4, s.79-84.
- Prolegomena do estetyki najwcześniejszego średniowiecza , Warszawa 1961.
- Sztuka Słowian południowych, Wrocław-Warszawa-Kraków: Ossolineum 1962
- Sztuka bizantyńsko-ruska [w:] Historia sztuki polskiej, Kraków 1962, t.1, s.149-165.
- Z księgi wspomnień (fragment), przeł. Bożena Ostromęcka-Frączak, "Literatura na świecie" (1988), nr 12 (209), s.317-320.
- Dawno, w zamieciach syberyjskiej zimy..., przeł. Bożena Ostromęcka-Frączak i Tone Pretnar, "Literatura na świecie" (1988), nr 12 (209), s.321-322.

### Ostalo
- Ein Problem der byzantinischen Kunstgeschichte in Polen, "Byzantinische Zeitschrift" 30 (1929-1930), s.529-530.
- Gibt es ein Problem der Renaissance in der Kunstgeschichte der slavisch-byzantinischen Lander?, "Izwestija na Balgarski Archeologiczeski Institut" 10 (1936), s.28-36.
- L'antiquite greco-romaine des Balkans dans la 2 moitte du premier millenaire, "Byzantinoslavica" 13 (1952-1953), z.2, s. 271-281.

### V slovenščini
- Vojeslav Molè: umetnostni zgodovinar, pesnik in kulturni posrednik (Lidija Rezoničnik, ur.), Slovenska matica, 2023.
- Vojeslav Mole: Iz knjige spominov. Ljubljana, 1970.
- Enciklopedija Slovenije; knjiga 7, Mladinska knjiga, Ljubljana, 1993
- Janež, Stanko, Pregled slovenske književnosti, Založba Obzorja Maribor, 1978
- Janja Žitnik: Vojeslav Mole: Ob stodeseti obletnici rojstva. Dostopno tudi na URL preko Digitalne knjižnice Slovenije: URN_NBN_SI_doc-RVEFVXAC.pdf[mrtva povezava]

### V poljščini
- Biogramy uczonych polskich, Część I: Nauki społeczne, zeszyt 2: K-O, Wrocław 1984, s. 504-507.
- Bożena Ostromęcka-Frączak, Vojeslav Molè, "Literatura na świecie" (1988), nr 12 (209), s. 314-316.
- Lech Kalinowski, Molè Wojsław Herman (1886-1973), [w:] Polski Słownik Biograficzny, t.21, Wrocław 1976 , s. 618-620.
- Lech Kalinowski, Wojsław Molè, "Pamiętnik Słowiański" 12 (1962), s. 5-11.
- Lech Kalinowski, Wojsław Molè (1886-1973), "Folia Historiae Artium" 11 (1975), s. 5-19 (tam bibliografia prac).
- Lech Kalinowski, Molè Wojsław (Vojeslav) [w:] Encyklopedia kultury bizantyńskiej, red. nauk. Oktawiusz Jurewicz, Warszawa: Wydawnictwa Uniwersytetu Warszawskiego 2002, s. 354-355.
- Lech Kalinowski, Molè Wojsław Herman (1886-1973) [w:] Polski Słownik Biograficzny, t. 21, Wrocław 1976, s. 618-620.
- Anna Różycka-Bryzek, Wojsław Molè, "Zeszyty Naukowe Uniwersytetu Jagiellońskiego. Prace z historii sztuki", t. 19, 1990, s. 87-96.
- Anna Różycka-Bryzek, Wojsław Molè [w:] Złota księga Wydziału Historycznego, pod red. Juliana Dybca, Kraków 2000, s. 279-286.
- Anna Różycka-Bryzek, Wojsław Molè [w:] Stulecie Katedr Historii Sztuki Uniwersytetu jagiellońskiego (1882-1982), pod red. Lecha Kalinowskiego, "Zeszyty Naukowe Uniwersytetu Jagiellońskiego. Seria Historia Sztuki" 19 (1990), s. 85-96.
- Waldemar Ceran, Główne osiągnięcia polskich badań nad historią sztuki bizantyńskiej (do roku 1998), [w:] Sztuka średniowiecznego Wschodu i Zachodu. Osiągnięcia i perspektywy poznawcze u progu XXI wieku, red. M. Smorąg-Różycka, Kraków: Universitas 2002, s. 9-42.
- Zofia Maślińska-Nowakowa, Wojsław Molè (1886-1973), "Biuletyn Historii Sztuki" 39 (1977), z.1, s.108-109.
- Urszula Perkowska, Molè Wojsław [w:] Słownik historyków polskich, pod red. M. Prosińskiej -Jackl, Warszawa 1994, s. 358.
- E. Ceuc, Vojeslav Molè, "Letopis Slovenske Akademije Znanosti in Umetnosti" 24 (1973), s. 95-99.
- Małgorzata Smorąg-Różycka, Wojsław Molè. Między Strzygowskim a Rieglem i Dvořákiem, "Modus. Prace z historii sztuki" 13-12 (2013), s. 7-26.
- Aleksandra Sulikowska, Wojsław Molè (1886-1973), "Rocznik Historii Sztuki" 37 (2012), s. 39-49.